# Drosophila curvata
Drosophila curvata är en tvåvingeart som beskrevs av Elmo Hardy 1977. Drosophila curvata ingår i släktet Drosophila och familjen daggflugor.
Artens utbredningsområde är Hawaii.